# 황성초등학교
황성초등학교는 대한민국 경상북도 경주시 황성동에 있는 공립 초등학교이다.

## 학교 연혁
- 1949.10.05 황성공립국민학교 개교
- 1985.09.01 병설유치원 개원
- 1991.03.01 동천국민학교 (24학급) 분리 이관
- 1993.03.01 유림국민학교 (27학급) 분리 이관
- 1994.03.01 용강초등학교 (23학급) 분리 이관
- 2001.03.01 용황초등학교 (15학급) 분리 이관
- 2022.01.06 68회 졸업(122명), 총 졸업생 15,890명
- 2022.03.01 초등 26학급, 특수 2학급(남: 347명, 여: 311명, 총 658명)
- 2022.09.01 제27대 서인숙 교장 부임
- 2023.01.04 69회 졸업(135명), 총 졸업생 16,054명
- 2023.03.01 초등 25학급, 특수 2학급(남: 302명, 여: 300명, 총 602명)
- 2024.01.05 70회 졸업(132명), 총 졸업생 16,157명
- 2024.03.01 제28대 양진희 교장 부임
- 2024.03.01 초등 23학급, 특수 2학급(남: 264명, 여: 262명, 총 526명)

## 참고 자료
- 황성초등학교 - 한국교육학술정보원 학교알리미